# Joe Phillips
Joe Phillips (San Diego, 13 febbraio 1969) è un grafico e disegnatore statunitense.
Autore di libri di disegni e fumetti, noto sia per la sua opera nell'ambito "mainstream", che per quella più specificamente di ambito gay.

## Gli esordi
Joe iniziò a disegnare in età molto giovane, quando sua madre gli comprò un pacco di carta e alcune matite, che lui afferma abbiano dato origine alla sua ossessione per l'arte durata per tutta la vita.
L'arte è in effetti diventata la sua maniera di comunicare, e Phillips proseguì sulla strada della sua passione durante l'adolescenza, quando si iscrisse a una scuola di arti creative.

Stando alle sue stesse affermazioni, l'intuizione che lo avrebbe portato alla realizzazione della sua carriera artistica andò di pari passo con la scoperta della propria omosessualità, e consisté nel suo avvicinamento ai fumetti di serie come The Flash and The Green Lantern, con i loro protagonisti disegnati con un'estetica "eroica" e avvenente.
Più tardi prese parte a numerose convention regionali sui fumetti e finì per lavorare per una piccola casa editrice di fumetti, la David Anthony Kraft's Comics Interview, dove si dedicò alla serie "Southern Knights".

## La carriera successiva e i Gaijin Studios
Da questo momento, Phillips divenne popolare, lavorando a progetti come "Speed Racer", "Interview with the vampire", "Mister Miracle", "Timber Wolf" e "Justice League of America".
Fu anche tra i membri fondatori dei Gaijin Studios di Atlanta, con il relativo diritto di possesso durato dal 1991 agli inizi del 1993. I Gaijin Studios sono stati considerati a lungo un'influente "scuola" per diversi tra i più promettenti talenti nel campo dei fumetti, in parte proprio grazie al contributo di Joe Phillips.
Dopo diversi anni di successo nei fumetti e un trasferimento a San Diego, comprese che il mercato dei fumetti aveva subito una pesante crisi e il lavoro aveva cominciato a scarseggiare. Dopo una collaborazione limitata come freelance con la WildStorm, Phillips non si sentì abbastanza valorizzato e soddisfatto creativamente e alla fine lasciò l'ambiente dei fumetti e iniziò a lavorare per "XY Magazine", una rivista a tematica gay.

## L'opera artistica di ispirazione gay
In quel momento Phillips era nel suo elemento. Lanciò una linea di magneti somiglianti a bambole di carta, destinati al mercato gay e denominati "JoeBoy Dress-Me Magnets". Poco tempo dopo iniziò a lavorare ai JoeBoy Comics, una serie di strisce umoristiche e ironiche a tematica gay, che ottennero grande successo, anche a livello internazionale. I libri pubblicati comprendono Boys will be boys e Cali Boys.
In seguito creò opere dall'umorismo più spinto per siti internet per adulti, come Absolutely Male e Kara's Adult Playground.
In particolare il suo The House of Morecock ebbe un tale successo che il breve cartoon da esso tratto, fu pubblicato su DVD. Seguirono dei libri incentrati sul protagonista Jonas Morecock.
Dunque i temi gay sono diventati la componente più importante della sua opera, sebbene Phillips continui a lavorare anche per titoli mainstream, come Budweiser e DC Comics.
Lui esprime così il suo pensiero: «Io disegno a partire dall'idea che a tutti noi piacerebbe essere in un bel posto, con i nostri amici e persone care. Quando ero più giovane volevo sempre vedere immagini più positive della vita gay. Quando non ne ho trovate abbastanza ho cominciato a crearle io stesso».
Nel settembre 2006 ha terminato la produzione del suo secondo DVD di animazione per adulti intitolato Stonewall & Riot: The ultimate orgasm. Il già citato The House of Morecock gli è valso un GayVN award nel 2002 nella categoria "Miglior opera alternativa". Stonewall & Riot è stato invece nominato per un premio nella stessa categoria per il 2007.

Phillips possiede e lavora anche in uno studio cinematografico insieme al fratello Lex: Adult Visual Animation, che ha prodotto in parte entrambi i DVD finora pubblicati.